# Vanilla purusara
La vainilla purusara (Vanilla purusara) es una planta trepadora perenne de tallos suculentos, conformando un tallo largo. La planta crece en los árboles, apoyándose por medio de las raíces aéreas. A menudo es epífita, o se convierte en epífita. La planta se utiliza a veces localmente como fuente de fibra y de medicinas.

## Hábitat
Bosque moderadamente denso en tierra pantanosa, que ocasionalmente se inunda.

## Usos comestibles
Las vainas pueden usarse como saboriznte de alimentos como la vainilla (Vanilla planifolia), aunque su fragancia es menos fuerte.

## Observaciones
Lámina elíptica de la hoja, hasta 25 cm × 9 cm. Inflorescencia un racimo denso con numerosas flores grandes y blancas.
Fruta comprimida cilíndrca, hasta 25 cm x 2 cm, amarillo-marrón.

## Más de Malasia
- Vanilla kinabaluensis (Pen. de Malasia a Borneo).
- Vanilla griffithii (Oeste de Malasia).